# Walter Klamroth
Walter Klamroth (* 14. April 1873 in Oranienburg; † 5. Februar 1946 in Halberstadt) war ein deutscher Bankmanager.

## Leben
Geboren als Sohn des Geheimen Justizrats Louis Klamroth erlangte Walter Klamroth am Askanischen Gymnasium in Berlin das Abitur. Anschließend studierte er an den Universitäten Bonn und Berlin Rechtswissenschaften. 1893 wurde er Mitglied des Corps Hansea Bonn. 1895 legte er das Erste Staatsexamen ab. Das Referendariat absolvierte er in Nauen und Berlin. 1900 bestand er das Zweite Staatsexamen und wurde Gerichtsassessor in Berlin. 1904 trat er vom Justizdienst in die Preußische Boden-Credit-Aktienbank in Berlin über. Er war Mitglied des Fachausschusses für Hypothekenwesen bei der Industrie- und Handelskammer Berlin.
Nachdem 1921 die Gemeinschaftsgruppe Deutscher Hypothekenbanken gegründet worden war, wurde Klamroth Mitglied der Gemeinschaftsdirektion dieser Bankengruppe. Die Gemeinschaftsgruppe Deutscher Hypothekenbanken war durch die Preußische Boden-Credit-Aktienbank in Berlin und die Deutsche Hypothekenbank Meiningen gegründet worden. Später traten ihr die Frankfurter Pfandbriefbank AG in Frankfurt am Main, die Norddeutsche Grund-Credit-Bank in Weimar, die Leipziger Hypothekenbank in Leipzig, die Mecklenburgische Hypotheken- und Wechselbank in Schwerin, die Schlesische Boden-Credit-Actienbank in Breslau und die Westdeutsche Bodenkreditanstalt in Köln bei.